# Витти, Рафаэль
Рафаэль Аленкар Витти (порт. Rafael Alencar Vitti; род. 2 ноября 1995, Рио-де-Жанейро) — бразильский актер, музыкант и поэт. Он стал известен благодаря своему персонажу Педро Рамосу, одному из главных героев 22-го сезона сериала «Мальхасао» под названием «Мальхасан Соньюс». Он сын актёров Жуан Витти и Валерии Аленкар и брат актёра Франсиско Витти.

## Биография
Родившийся в Рио-де-Жанейро, Рафаэль Витти вырос в районе Фламенго, к югу от города Рио-де-Жанейро. Его первая работа была в его театре со спектаклем «Quem Matou O Leão?». Он сделал два коротких, «NÓS» и «Le Royale With Cheese», прежде чем попытаться пройти тест на «Malhação», уже посещая курс исполнительского искусства в Федеральный университет штата Рио-де-Жанейро.

## Личная жизнь
Во время записи молодёжного сериала «Malhação Sonhos» он начал встречаться с актрисой Изабеллой Сантони, своей романтической партнершей по сюжету. Отношения закончились в мае 2015 года, вскоре после окончания сериала.
В феврале 2017 года он начал встречаться с актрисой Тата Вернек, заявив об отношениях только в августе. В январе 2018 года они обручились, а в октябре стали жить вместе. 23 октября 2019 года у пары родилась первая дочь Клара.

## Фильмография
- 2005: «мул любовь»
- 2012: «Нас»
- 2014—2015: «Мальхасан Соньюс»
- 2015: «Не цепляйся, нет»
- 2016: «Совершенно бестолковый»
- 2016: «старый мальчик»
- 2016: «VIP трюк»
- 2016: «Рок-история»
- 2017: «Трапалхойнс Салтимбанкос: в сторону Голливуда»
- 2019: «лето 90»
- 2020: «Леди и Бофе»
- 2021—2023: «Как пять»
- 2022: «За пределами иллюзии»